# Asociación Deportiva San Carlos
La Asociación Deportiva San Carlos es un club de fútbol costarricense originario del cantón de San Carlos, al norte del país. Actualmente compite en la Primera División de Costa Rica y juega sus partidos de local en el Estadio Carlos Ugalde Álvarez, ubicado en el barrio San Martín, y también tiene su sede alterna el estadio de la comunidad de Pital, 30 km al este de Quesada de San Carlos. Recibe el apodo Los Toros del Norte, en alusión a la tradición ganadera de los habitantes de la zona.
El club nace con la unión de los equipos locales El Refugio y El Maravilla en la Selección de San Carlos, un proceso que inicia en 1960 y culmina con la fundación de la asociación deportiva el 9 de mayo de 1965. En 1962 obtiene el título por la Liga Nacional (desaparecida cuarta división) y lo mantiene el año siguiente, esto le permite jugar la tercera división en 1964. Ese año gana el campeonato y el derecho a competir por la Liga Mayor de Segunda División.
En 1965, jugando su primera temporada en segunda división, consigue el ascenso a la máxima categoría. Debutó en primera división en 1966 y se mantuvo ahí hasta el año 1971. Luego de siete temporadas en segunda división consigue ascender nuevamente, en 1978 y logra mantenerse en primera división hasta el año 2004, siendo la sexta racha más larga de la historia Costa Rica.
En 2006 asciende nuevamente a la primera división y consigue el subcampeonato en los torneos Verano 2010 y Verano 2011, ambos de la mano del técnico uruguayo Daniel Casas. Desde el año 2013 hasta el 2016, compitió en la Liga de Ascenso, categoría del fútbol tico que equivale a la segunda división profesional.
El 25 de junio de 2016 derrota en la final de la Segunda División a AS Puma Generaleña por 4 a 2 en el global y logra el campeonato de la Liga de Ascenso para retornar nuevamente a la máxima categoría, esta vez de la mano del técnico y exjugador del club Géiner Segura. La temporada 2016-2017 fue complicada para los Toros, quienes no pueden mantener la categoría y descienden nuevamente en un dramático partido contra Pérez Zeledón.
Tras una temporada brillante y con refuerzos de experiencia como Álvaro Saborío, Álvaro Sánchez, Rudy Dawson, Ismael Gómez, y el técnico argentino Martín Cardetti, entre otros, los toros logran el campeonato tras derrotar a Jicaral Sercoba en la final de la Segunda División por un marcador global de 5 a 4, partido disputado el 2 de junio de 2018. Este se convirtió en el sexto título de segunda división (1977 no se ascendió luego de disputar una heptagonal con los últimos seis lugares de la primera división)  y el quinto ascenso en la historia de los Toros del Norte, tras conseguirlo en 1965, 1978, 2006, 2016, convirtiendo a los Toros del Norte en el equipo que más títulos de ascenso ha ganado.
En la misma temporada en que asciende de categoría, los Toros logran avanzar a semifinales en el Torneo de Apertura 2018, y en el Torneo de Clausura 2019 logran el primer título de su historia, tras derrotar al Deportivo Saprissa por un marcador global de 1-1, con ventaja para los norteños por gol visitante.

## Historia

### Del fútbol aficionado al profesional
A mediados del siglo XX, el fútbol costarricense contaba con una estructura organizativa que comprendía la competición tanto en el ámbito nacional como regional. En la región norte, donde se encuentra el cantón de San Carlos, existían varios equipos que competían en las divisiones locales. Es a principios de 1960, que se forma la Selección de San Carlos, como resultado de la unión de los equipos El Refugio y El Maravilla, esta selección sancarleña inicia su etapa competitiva en la tercera división de fútbol.
Tras dos años de competir con éxito en la categoría semiprofesional, se corona campeón de Liga Nacional por la provincia de Alajuela en el año 1962; ganándole la final a la A.D. Orotinense y en fases finales deja en el camino a Santa Bárbara de Heredia, San Cruz de Guanacaste y El Guarco de Cartago; logrando el subtítulo ya que Puriscal es el monarca nacional de terceras divisiones.
Es hasta 1964 que se convierte en monarca absoluto de la tercera división. Este título le confiere el derecho de ascender a la Liga Mayor de Segunda División, nombre que recibía la segunda categoría profesional del fútbol costarricense, en aquellos años.

### Fútbol profesional
La selección de San Carlos juega su primera temporada en el fútbol profesional en 1965. Como resultado de la permanencia de varias figuras en la plantilla, el equipo conserva su estilo de juego y esto le permite obtener los puntos suficientes para proclamarse campeón de la segunda división y, en consecuencia, el ascenso a la Liga Superior de Primera División.
Para cumplir con la reglamentación de la competición y con el propósito de crear una identidad entre los aficionados locales, en 1965 el equipo se cambia el nombre a Asociación Deportiva San Carlos. Entre las disposiciones iniciales, se decide utilizar una estructura organizativa en la que las decisiones son tomadas por una Asamblea General de Socios, en su mayoría ganaderos de la zona, y las operaciones son realizadas por una junta directiva electa por mayoría simple entre los socios. Esta estructura organizativa se mantiene actualmente.
Para iniciar la aventura en la máxima categoría, el club realizó varias contrataciones, incluida la del experimentado Juan Ulloa Ramírez, quien, además de ser figura de la selección nacional, había militado en varios clubes del extranjero como el Betis, Aurora y León. Por su parte, el cuerpo técnico fue integrado por el Sr. José Francisco "Pachico" Sánchez como entrenador y el Sr. Marcos Arce Benavides como asistente.
El primer partido de San Carlos en Primera División se jugó en el Estadio Nacional contra el Deportivo Saprissa. El marcador quedó empatado a dos goles con anotaciones para San Carlos de Hugo Jiménez y Juan Ulloa. Al final del torneo, San Carlos acabaría en la quinta posición con 37 puntos obtenidos en 15 victorias, 7 empates y 14 derrotas. El equipo concedió 62 goles y marcó 55, de los cuales 30 fueron marcados por Ulloa, lo cual le valió compartir el título de goleo con Errol Daniels de Alajuelense.
Entre 1966 y 1970 la Asociación Deportiva San Carlos participó en los torneos de Primera División, pero descendió a la segunda categoría en 1971. Fue hasta 1978 cuando la A.D. San Carlos logró ascender nuevamente a la Primera División.
En la temporada 1992-93. William Mejía  es el primer anotador del campeonato con la A.D. San Carlos con libre a los seis minutos del cotejo ante la A.SO.DE.LI. Luego hicieron los otros dos goles Carlos Garth y Deiver Vega. El Técnico era Leroy Lewis.
El equipo se mantuvo 25 años consecutivos en Primera División, siendo el sexto equipo con más años en primera división, superado solamente por Liga Deportiva Alajuelense, Club Sport Herediano y el Deportivo Saprissa.

### De vuelta a segunda y nuevamente a primera
El 9 de mayo de 2004, la Asociación Deportiva San Carlos descendió nuevamente a la Segunda División. Así el equipo jugó dos temporadas en segunda y el 13 de mayo del 2006 logra ganarle a Cartagena la final de segunda división y ganar el derecho de volver a Primera División.
Nuevamente el equipo desciende a Segunda División el 27 de abril de 2013 en el torneo de Verano, con un marcador de 0 a 2 contra el Club Sport Herediano, siendo la situación económica el principal rival de los Toros de Norte. 
Retornarían a la máxima categoría el 25 de junio de 2016 tras vencer en la final a AS Puma Generaleña con global de 4-2, pero volvería a descender a la Liga de Ascenso el 16 de abril de 2017 tras caer en la última fecha del Verano 2017 ante el Municipal de Pérez Zeledón 4 a 1 de visita y concluir de último en la tabla general 2016-2017.
Tras jugar una temporada completa en la Liga de Ascenso el conjunto norteño alcanzó el 2 de junio de 2018, el título de campeón tras derrotar en la Final al cuadro de Jicaral Sercoba.

### Primer Título de Primera División
Tras su ascenso en 2018, el club realizó una temporada notable. En el Torneo de Apertura 2018, logró destacar y se clasificó a las semifinales donde enfrentó a Liga Deportiva Alajuelense y aunque empatan en el global 2-2 termina eliminado en penales. 
Diferencias con la Junta Directiva separan a Martín Cardetti de la Asociación Deportiva San Carlos. La dirigencia norteña nombra al debutante Luis Marín como Director Técnico, se trató de una movida arriesgada que rápidamente empezó a dar réditos. Los Toros del Norte logran llegar al final de la temporada regular como líderes, lo que les permite clasificar a la Gran Final del Torneo de Clausura 2019. En semifinales enfrentan al Club Sport Herediano, serie que inició con derrota de 2-0 en el Estadio Eladio Rosabal Cordero, y que en el partido de vuelta se vivió una de los mejores remontadas de la historia del Club, con un global 4-3. La final se jugó contra el Deportivo Saprissa, que cede un empate a uno en el Estadio Ricardo Saprissa, resultado que los toros  rentabilizan tras empatar 0-0 en los noventa minutos, este resultado le permite a la Asociación Deportiva San Carlos coronarse por primera vez en su historia.

## Principales logros
Después de derrotar a la Liga Deportiva Alajuelense, en las semifinales del Torneo de Verano 2010 (Marcador global San Carlos 3, LDA 2), se enfrenta en dos partidos de la Final del Torneo de Verano 2010, ante el Deportivo Saprissa; logrando un merecido y honroso subcampeonato, el primero en su historia (Marcador global Deportivo Saprissa 7, San Carlos 2).
Después de derrotar al Deportivo Saprissa, en las semifinales del Torneo de Verano 2011 (Marcador global San Carlos 2, Saprissa 1), se enfrenta en dos partidos de la Final del Torneo de Verano 2011, ante la Liga Deportiva Alajuelense ganando nuevamente el subcampeonato (Marcador global LDA 2, San Carlos 0). En ambos torneos, el entrenador a cargo fue el uruguayo Daniel Casas.
En el torneo de clausura 2018-2019 logra coronarse por primera vez campeón desde su fundación al empatar 0-0 contra el Deportivo Saprissa en el Estadio Carlos Ugalde Álvarez, los norteños lograron el campeonato al sacar la ventaja por gol de visita en el Estadio Ricardo Saprissa  en el juego de ida de la final de ese torneo.

## Palmarés
| Competición nacional                       | Títulos                                     |
| ------------------------------------------ | ------------------------------------------- |
| Primera División de Costa Rica             | Clausura 2019                               |
| Segunda División de Costa Rica             | 1965, 1977, 1978, 2005-06, 2015-16, 2017-18 |
| Campeón Tercera División de Costa Rica     | 1964                                        |
| Sub campeón Tercera División de Costa Rica | 1962                                        |

## Estadio

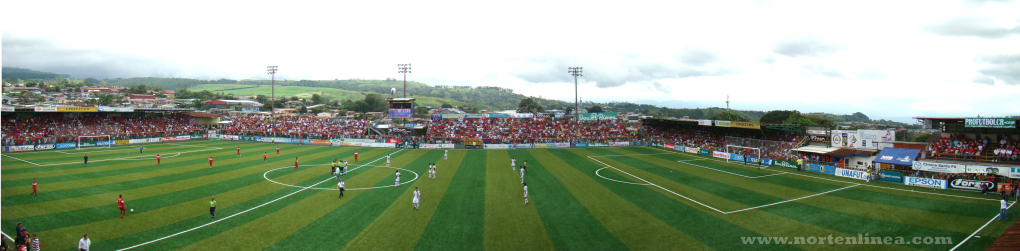
Panorámica del Carlos Ugalde Álvarez.

El estadio tiene capacidad para 4500 aficionados, entre febrero y mayo del 2010 se instaló la nueva gramilla sintética.
Para el año 2015-2016 el club hace grandes esfuerzos en cambiar la gramilla sintética por una más moderna, el cambio de la gramilla se desarrolló en dos etapas por la difícil situación económica que atravesó el club en esos años.
Para el año 2018 inician las obras de remodelación en el estadio, creando un palco vip para socios comerciales, siendo destacado como de los mejores a nivel nacional y centroamericano, se instalaron nuevas luminarias con el fin de poder participar en torneos internacionales, se numeró todo el estadio con el fin de mejorar la experiencia de los aficionados en el recinto futbolístico, así como nuevos camerinos, zona mixta, sala de conferencias de prensa y una ampliación de graderías para llegar a abarca a un total de 5.800 personas aprox., al estadio actualmente se le apoda como "el coloso de San Martín" debido a su ubicación y a las grandes transformaciones que ha sufrido el estadio

## Goleadores
| Posición | Jugador           | Goles |
| -------- | ----------------- | ----- |
| 1        | Juan Pablo Chacón | 66    |
| 2        | Álvaro Saborío    | 63    |
| 3        | Ronald Vega       | 49    |
| 4        | Gilbert Solano    | 47    |
| 5        | Álvaro Sánchez    | 44    |

## Jugadores

### Transferencias Apertura 2025
| Altas                   | Altas         | Altas                        | Altas           | Altas |
| Jugador                 | Posición      | Procedencia                  | Tipo            |       |
| ----------------------- | ------------- | ---------------------------- | --------------- | ----- |
| Keiner Córdoba          | Defensa       | Halcones Fútbol Club         | Libre           |       |
| Jean Carlo Agüero       | Defensa       | Santos de Guápiles           | Libre           |       |
| Johansen Baltodano      | Defensa       | Jicaral Sercoba              | Préstamo        |       |
| Allen Guevara           | Mediocampista | Club Sport Cartaginés        | Libre           |       |
| Jaylon Hadden           | Mediocampista | Sporting Football Club       | Libre           |       |
| Nextaly Rodríguez       | Mediocampista | Guanacasteca                 | Libre           |       |
| Christian Martínez Mena | Mediocampista | Club Sport Cartaginés        | Libre           |       |
| Gregory Barquero        | Mediocampista | Asociación Deportiva COFUTPA | Libre           |       |
| Raúl Antonio Vidal      | Delantero     | Municipal Liberia            | Préstamo        |       |
| Harry Rojas             | Delantero     | Sporting Football Club       | Libre           |       |
| José Salazar            | Delantero     | Club Sport Herediano         | Préstamo        |       |
| Kendall Gómez           | Delantero     | San Carlos Fútbol Club       | Fin de préstamo |       |

### Bajas
| Bajas               | Bajas         | Bajas                          | Bajas           | Bajas |
| Jugador             | Posición      | Destino                        | Tipo            |       |
| ------------------- | ------------- | ------------------------------ | --------------- | ----- |
| Pablo Fonseca       | Defensa       | Gżira United                   | Fin de contrato |       |
| Kevin Berkeley      | Defensa       | Tauro Fútbol Club              | Fin de préstamo |       |
| Javier Rosales      | Defensa       | Bandera de ?                   | Fin de contrato |       |
| Jean Carlo Sánchez  | Defensa       | Asociación Deportiva Carmelita | Fin de contrato |       |
| Joseth Peraza       | Defensa       | Zalaegerszegi TE               | Préstamo        |       |
| Víctor Murillo      | Mediocampista | Bandera de ?                   | Fin de contrato |       |
| Jean Carlo Alvarado | Mediocampista | Bandera de ?                   | Fin de contrato |       |
| Leonardo Villalba   | Mediocampista | Cibao Fútbol Club              | Fin de contrato |       |
| Yamir Villan        | Delantero     | Inter de San Carlos            | Fin de contrato |       |
| Brian Martínez      | Delantero     | Comunicaciones de Guatemala    | Fin de contrato |       |
| Josimar Méndez      | Delantero     | Sporting Football Club         | Fin de préstamo |       |
| Marco Mena          | Delantero     | Inter de San Carlos            | Fin de contrato |       |
| Bairon Murcia       | Delantero     | C.S. Herediano                 | Fin de contrato |       |
| Esteban Cruz        | Delantero     | Asociación Deportiva Sarchí    | Fin de préstamo |       |
| Nicolás Scarpino    | Delantero     | FK Grafičar Beograd            | Préstamo        |       |